# Botanični vrt Dušanbe
Botanični vrt Dušanbe (tadžiško Боғи Ботаникӣ, tudi Botanični vrt Akademije znanosti Tadžikistana) je na severu Dušanbeja, glavnega mesta Tadžikistana. V vrtu raste več kot 2000 rastlinskih vrst in je največji objekt te vrste v Tadžikistanu.

## Zgodovina
Botanični vrt je bil ustanovljen leta 1933, zaradi česar je eden najstarejših te vrste v nekdanji Sovjetski zvezi. Objekt so v veliki meri zasnovali zaposleni Botaničnega inštituta v Dušanbeju in so ga v desetletjih po ustanovitvi nenehno širili. Večino svoje zgodovine je bil botanični vrt v Dušanbeju pod upravo Akademije znanosti Tadžikistana, za skrb in upravljanje objekta pa je odgovorna predsedniška administracija.

## Opis
S površino 30 hektarjev je botanični vrt eden največjih parkov v tadžikistanski prestolnici, poleg Rudakijevega parka v središču mesta. Vhod v kompleks je zasnovan v obliki pištaka (zidan portalni okvir, ki obdaja visok portalni lok (ivan)), okronanega z modro kupolo. Poudarek zasaditve v Botaničnem vrtu so vrtnice, ki jih najdemo okoli 600 različnih vrst, in brin, ki ga na rastišču raste več kot 30 vrst. Za vrt so značilna tudi hrastova drevesa, od katerih so nekateri še iz časa ustanovitve parka.
V botaničnem vrtu je tudi več stavb, vključno s sedežem botaničnega inštituta v Dušanbeju in oranžerija v kupolasti stavbi. Leta 2007 je bil park razširjen z muzejem ljudske umetnosti na prostem, v katerem je predstavljen značilen tradicionalni način življenja prebivalcev različnih regij države ter njihove obrti in umetniške stvaritve. V letih 2010 in 2011 je bil park deležen velike prenove, s katero so razširili možnosti za športne aktivnosti v parku, postavili več manjših lesenih paviljonov, ki se uporabljajo predvsem za nastope glasbenikov ali igralcev, ter postavili poletno gledališče s kapaciteto 1500 obiskovalcev.
Botanični vrt obišče veliko prebivalcev Dušanbeja, zlasti poleti, saj številna drevesa dajejo senco, redno pa se odvijajo manjši kulturni dogodki in predstave. Botanični vrt je še posebej priljubljen med mladoporočenci, ki se tam fotografirajo.